# 伊朗人民敢死游击队组织 (1985年)
伊朗人民敢死游击队组织（法語：سازمان چریک‌های فدایی خلق ایران）是伊朗的一个非法的共产主义组织。该党成立于1985年，分裂自伊朗人民敢死游击队组织（少数派）。该组织的领袖是侯赛因·佐哈里。该组织出版刊物《劳动》。目前，其总部位于欧洲。